# Преспанските камбани
„Преспанските камбани“ е втората книга от тетралогията на Димитър Талев включваща още „Железният светилник“, „Илинден“ и „Гласовете ви чувам“.
Книгата излиза през 1954 година. Въпреки че е втора по ред в четирилогията, тя излиза след третата - "Илинден".Творбата не продължава семейно-жанровата тоналност на първия роман от поредицата, a решава и нови жанрови и композиционни задачи. 
Докато в „Железният светилник“ доминират лични човешки проблеми, то в „Преспанските камбани“ изпъкват народът и неговото неизмеримо значение за историята. B „Преспанските камбани“ се разказва за нарушеното спокойствие на историята. Демонът на борбата е придобил глас. Променили ca се Лазар Глаушев, Райко Вардарски, техните последователи. Талевото разбиране за народа освободител се отразява върху личната човешка характеристика. Тя става зависима от борческите добродетели и личния героизъм. В Преспанските камбани се разказва също и са действията на българите в Македония по време на Руско-турската освободителна война.
В последната четвърта част на романа Стоян умира в съня си. След година, след заминаването на Кочо и Раца, светлината угасва и в очите на Хаджи Серафимовата внука. 

## Композиция
Тъй както "Железният светилник", този роман също е разделен на четири части:
1. Учители народни
2. Нови страници
3. Дядо Иван
4. Смъртта на Хаджи Серафимовата внука

## Герои
- Лазар Глаушев - В “Преспанските камбани” Лазар е вече оформена личност - той е млад революционер и обществен деец, женен за Ния. Както брати си и много други българи иска да напусне Преспа и да замине за София, но остава заради майка си. До нейната смърт, традициите на “старото” са съхранени и той не може да продължи.
- Султана Глаушева - В “Преспанските камбани” Султана вече остарява. Недоволна от новостите, които Ния внася, старата майка разбира, че губи своята сила над семейството. Бавното й падение като матриарх на рода създава чувството за отхвърляне на “старото” и идване на “новото”, нещо, което бе невъзможно в предишната част.
- Ния Глаушева - В “Преспанските камбани” Ния живее в дома на Глаушеви, където пак бива потискана, този път от Султана. Тя чака много години докато забременее, преди да роди болнаво момченце. Тя заменя железния светилник с газената лампа, което дава една нова посока на историята.
- Кочо и Раца - Синът на Стоян и неговата съпруга Раца заминават за София
- Ицо и Мишо Баболеви

## Други
На „Преспанските камбани“ е наречена улица в квартал „Драгалевци“ в София (Карта).